# Pedro Alonso Arbeleche
Pedro Alonso Arbeleche (L'Avana, 2 luglio 1910 – Getafe, 30 ottobre 2006) è stato un cestista cubano naturalizzato spagnolo.

## Carriera
Nato a Cuba da genitori spagnoli, legò la sua carriera a quella del fratello Emilio: prima negli Stati Uniti al St. Paul's College di Covington (Louisiana) e successivamente si trasferì a Madrid, dove fu tra i fondatori del Rayo Club de Madrid. Con il Rayo conquistò la Copa de España nel 1933 e nel 1936. Dopo la scomparsa del Rayo, giocò nel Real Madrid e nell'América Madrid.
Il 15 aprile 1935 fu tra i cestisti che disputarono la prima partita della storia della nazionale di pallacanestro della Spagna; disputò inoltre la prima edizione degli Europei, conquistando la medaglia d'argento. Con la "Roja" ha collezionato in totale 5 presenze.